# Novak Mićović
Novak Mićović (in serbo Новак Мићовић?; Belgrado, 25 ottobre 2001) è un calciatore serbo, portiere del LA Galaxy.

## Carriera
Mićović è cresciuto nel settore giovanile del Čukarički e nel 2020 è stato prestato all'IMT Belgrado, con cui ha debuttato in Prva Liga Srbija. Rientrato al Čukarički, ha debuttato in Superliga il 4 maggio 2021 nell'incontro perso per 1-0 contro il Napredak Kruševac.
Il 31 marzo 2023 è stato ceduto in prestito con diritto di riscatto al LA Galaxy. Ha esordito il 27 luglio nell'incontro di Leagues Cup perso per 1-0 contro il León.

## Statistiche

### Presenze e reti nei club
Statistiche aggiornate al 27 novembre 2023.
| Stagione        | Squadra         | Campionato      | Campionato | Campionato | Coppe nazionali | Coppe nazionali | Coppe nazionali | Coppe continentali | Coppe continentali | Coppe continentali | Altre coppe | Altre coppe | Altre coppe | Totale | Totale | Totale |
| Stagione        | Squadra         | Comp            | Pres       | Reti       | Comp            | Pres            | Reti            | Comp               | Pres               | Reti               | Comp        | Pres        | Reti        | Pres   | Reti   |        |
| --------------- | --------------- | --------------- | ---------- | ---------- | --------------- | --------------- | --------------- | ------------------ | ------------------ | ------------------ | ----------- | ----------- | ----------- | ------ | ------ | ------ |
| 2020-gen. 2021  | IMT Belgrado    | 1L              | 11         | -7         | CS              | 2               | -1              |                    | -                  | -                  |             | -           | -           | 13     | -8     |        |
| gen.-giu. 2021  | Čukarički       | SL              | 2          | -2         | CS              | -               | -               |                    | -                  | -                  |             | -           | -           | 2      | -2     |        |
| 2021-2022       | Čukarički       | SL              | 14         | -8         | CS              | 1               | -1              | UECL               | 0                  | 0                  |             | -           | -           | 15     | -9     |        |
| 2022-2023       | Čukarički       | SL              | 14         | -18        | CS              | 2               | 0               | UECL               | 3                  | -8                 |             | -           | -           | 19     | -26    |        |
| 2023            | LA Galaxy II    | MNP             | 5          | -13        |                 | -               | -               |                    | -                  | -                  |             | -           | -           | 5      | -13    |        |
| 2023            | LA Galaxy       | MLS             | 2          | -6         | USCup           | 0               | 0               |                    | -                  | -                  | LC          | 2           | -3          | 4      | -9     |        |
| Totale carriera | Totale carriera | Totale carriera | 48         | -54        |                 | 5               | -2              |                    | 3                  | -8                 |             | 2           | -3          | 58     | -67    |        |

## Palmarès
- Campionato MLS: 1

LA Galaxy: 2024